# Brač
Brač [brâːtʃ] (italienisch Brazza, deutsch früher Bratz) ist die größte Insel in Dalmatien mit etwa 40 km Länge  und 12 km Breite. Mit einer Fläche von 395 km² ist sie die drittgrößte Insel  der Adria. Vom Festland trennt sie der Kanal von Brač (kr. Brački kanal), der bis zu 78 Meter tief ist. Auf der westlichen Seite liegen die Insel Šolta und die Meerenge Splitska vrata, südlich befinden sich die Insel Hvar und die bis zu 91 Meter tiefe Meerenge von Hvar (Hvarski kanal).
Die Insel besteht aus Kalkstein, der vor 100 Millionen Jahren  in der Kreidezeit entstanden ist, aber erst im Holozän zu einer Insel wurde. Die Erosion und die Sedimentation bewirkten die Entstehung anderer Bodenarten, so dass man heute Kalkstein, Sandstein, Brekzie (Schotter), Tonmineral  und Terra Rossa (Kalksteinrotlehm) vorfindet. Der höchste Punkt, die Vidova Gora, ist auch die höchste Erhebung in der Adria (778 Meter).

## Name
Über die Herkunft des Namens der Insel herrscht noch Unklarheit. Es wird vermutet, dass er vom illyrischen Brentos (Hirsch) herstammt, da er von den alten Griechen Elaphusa genannt wurde (Elaphos – Hirsch). Die aus Griechenland stammende römische Historiker Polybios wie auch Plinius der Ältere erwähnten sie als Brattia in ihren Schriften. Die Insel ist in der Karte des Claudius Ptolemäus aus dem 2. Jahrhundert ebenso zu finden wie als Iñs. Brattia auf der Tabula Peutingeriana aus dem 4. Jahrhundert.

## Klima

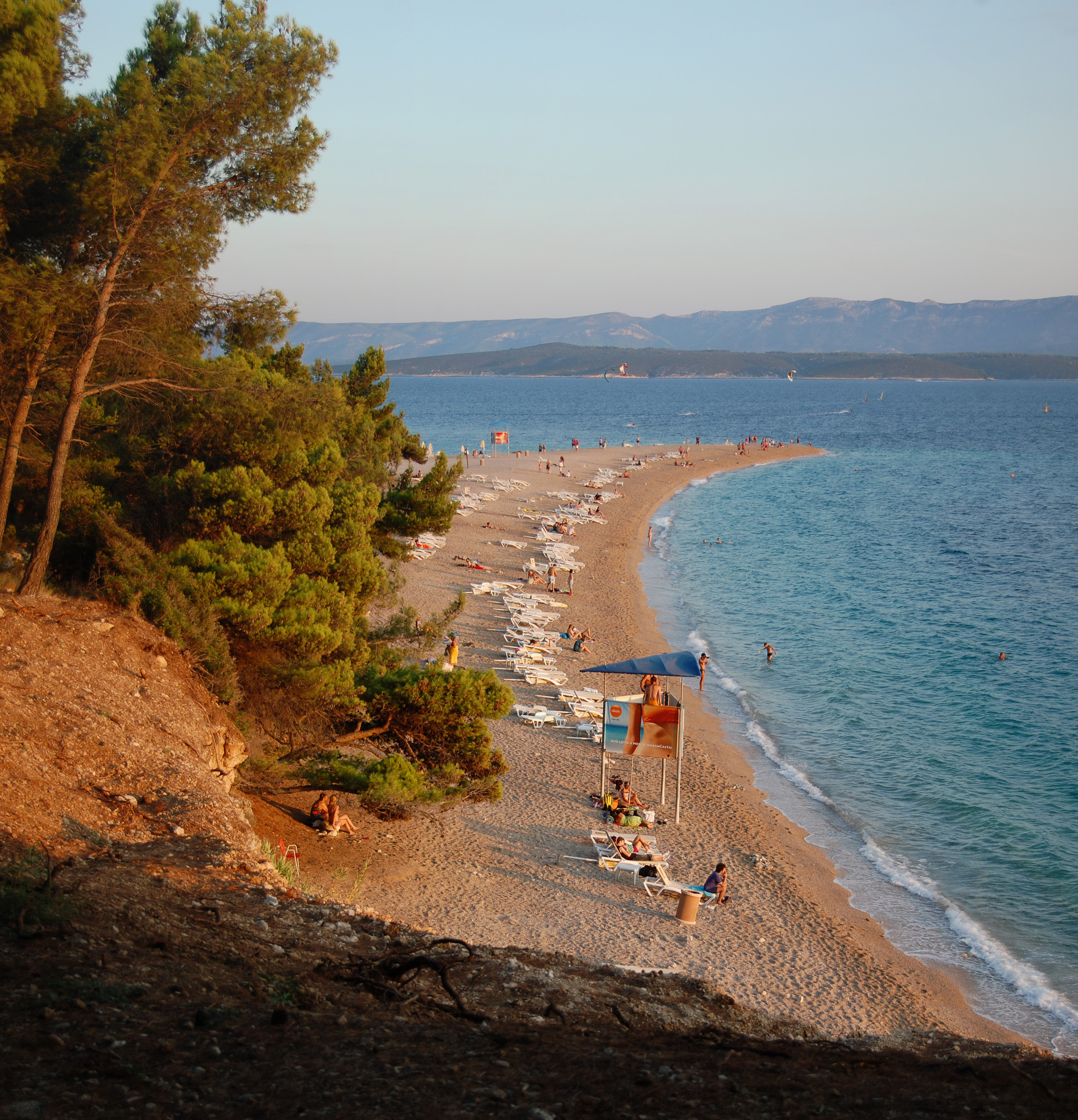
Zlatni rat

Auf der Insel herrscht mediterranes Klima mit durchschnittlich 134 Sonnentagen pro Jahr. Klimatisch charakteristisch sind die milden und regnerischen Winter mit einer Durchschnittstemperatur von 9 °C sowie heiße und trockene Sommer mit durchschnittlich 25 °C. Es besteht aber auch ein wesentlicher klimatischer Unterschied zwischen den Küstenbereichen und Gegenden in über 500 Meter Seehöhe. Die Meerwassertemperatur beträgt in den Sommermonaten 22 °C. Die jahreszeitlichen Temperaturunterschiede sind durch den Einfluss des Meeres gemäßigt. Für die Erfrischung im Sommer sorgt ab Mittag der milde Wind Maestral (Maeštral).
Charakteristisch sind auch die Winde Bura und Jugo. Die Bura ist ein kalter und böiger Nordwind, dessen Böen Spitzengeschwindigkeiten von bis zu 200 km/h erreichen können. Der Jugo oder Scirocco ist ein  heißer und feuchter Wind, der aus südöstlicher Richtung, von der Sahara aus, Richtung Mittelmeer weht. Der Wind bringt meistens bewölktes und regnerisches Wetter mit sich. Im Inneren der Insel und auf der östlichen Seite gibt es mehr Niederschlag (1400 mm) als in der Küstengegend (700 mm). Die Vegetation ist klimabedingt. Es überwiegen die Steineichen, die autochthone Aleppo-Kiefer, Waldkiefer sowie auch Schwarzkiefer.

## Bevölkerung

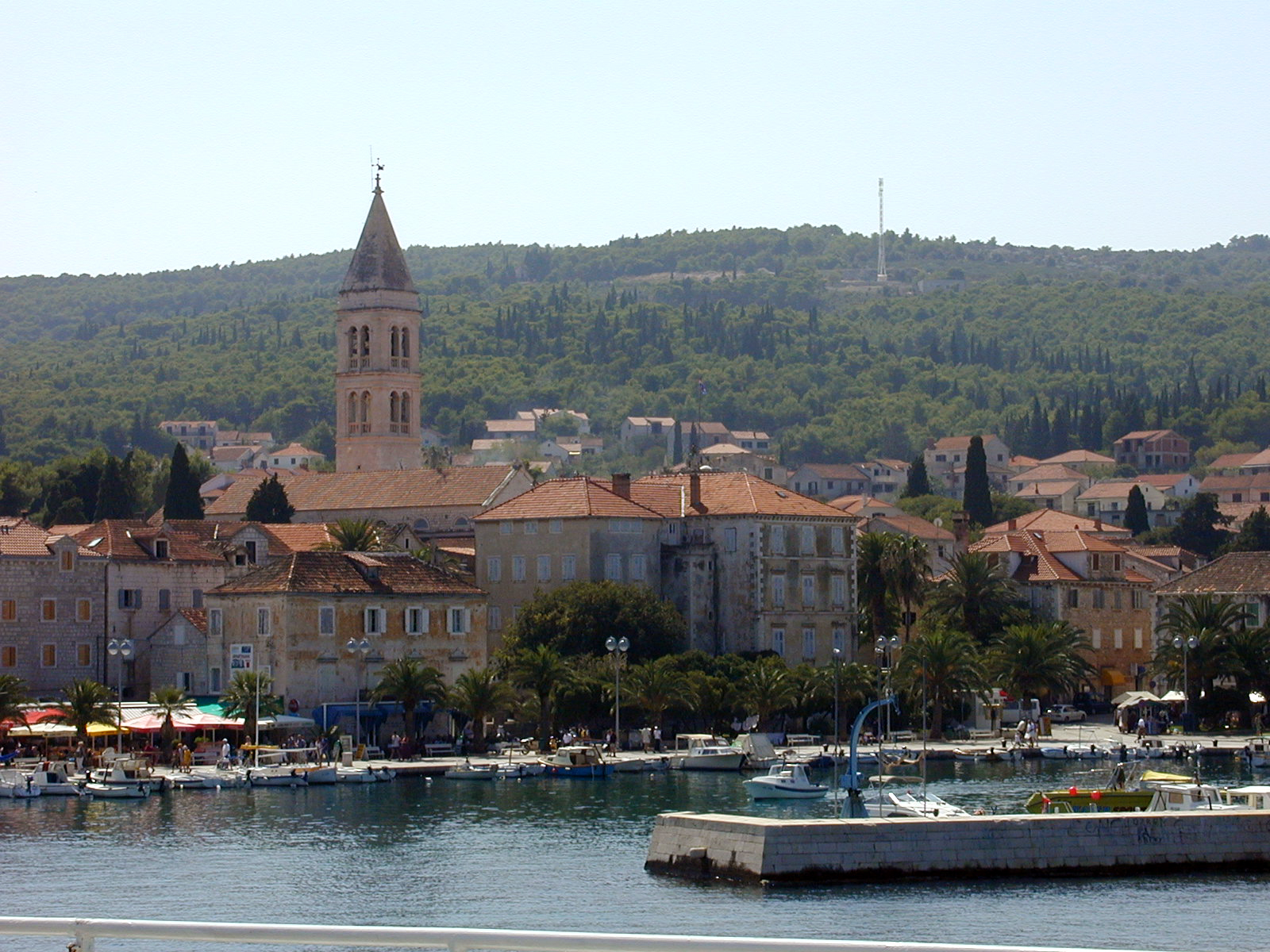
Supetar, Hafen

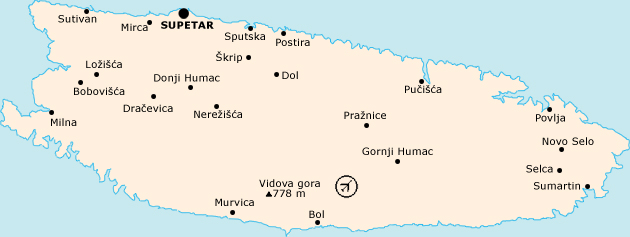
Karte der Bračer Ortschaften

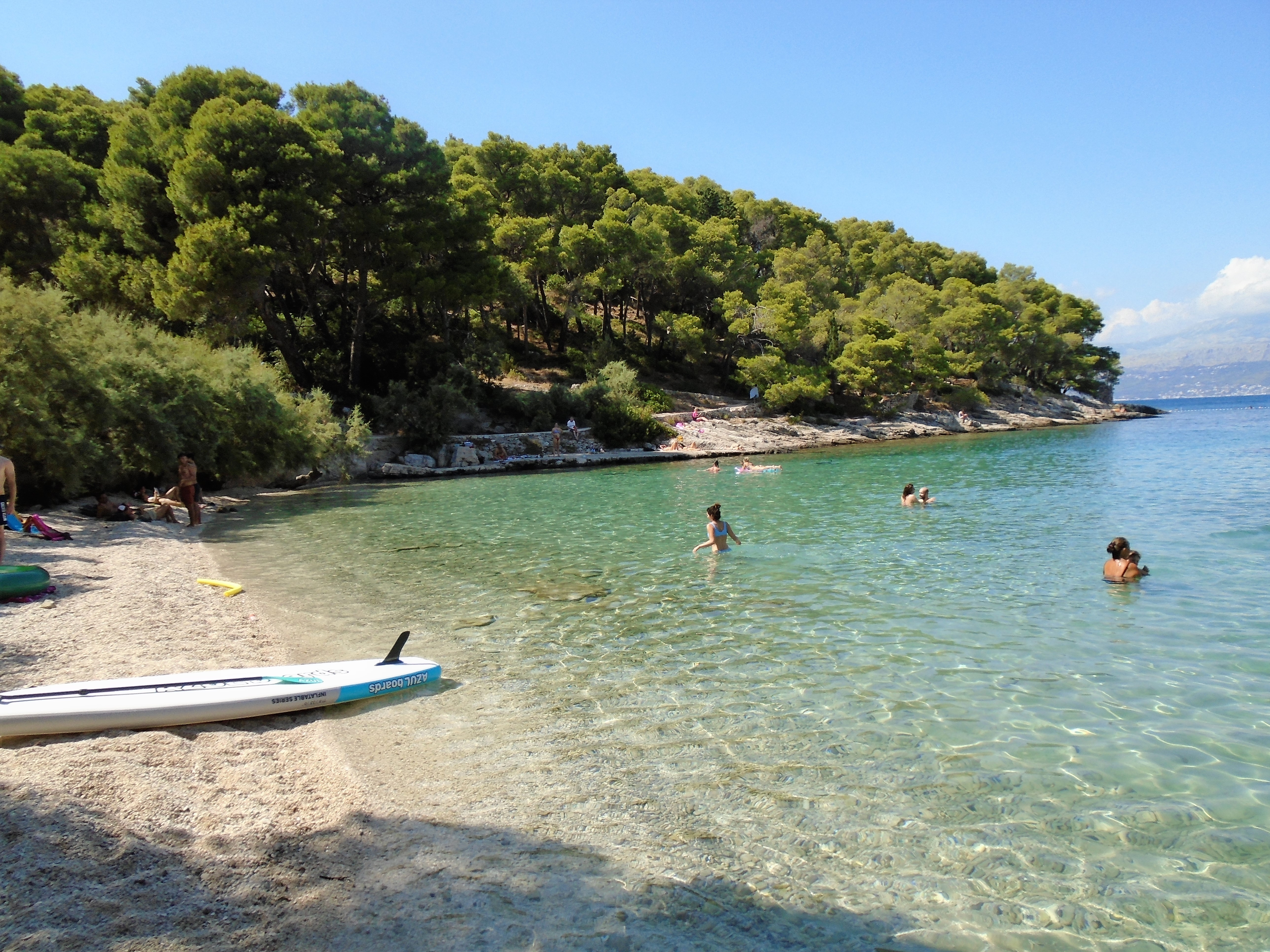
Strand Prvlja bei Postira

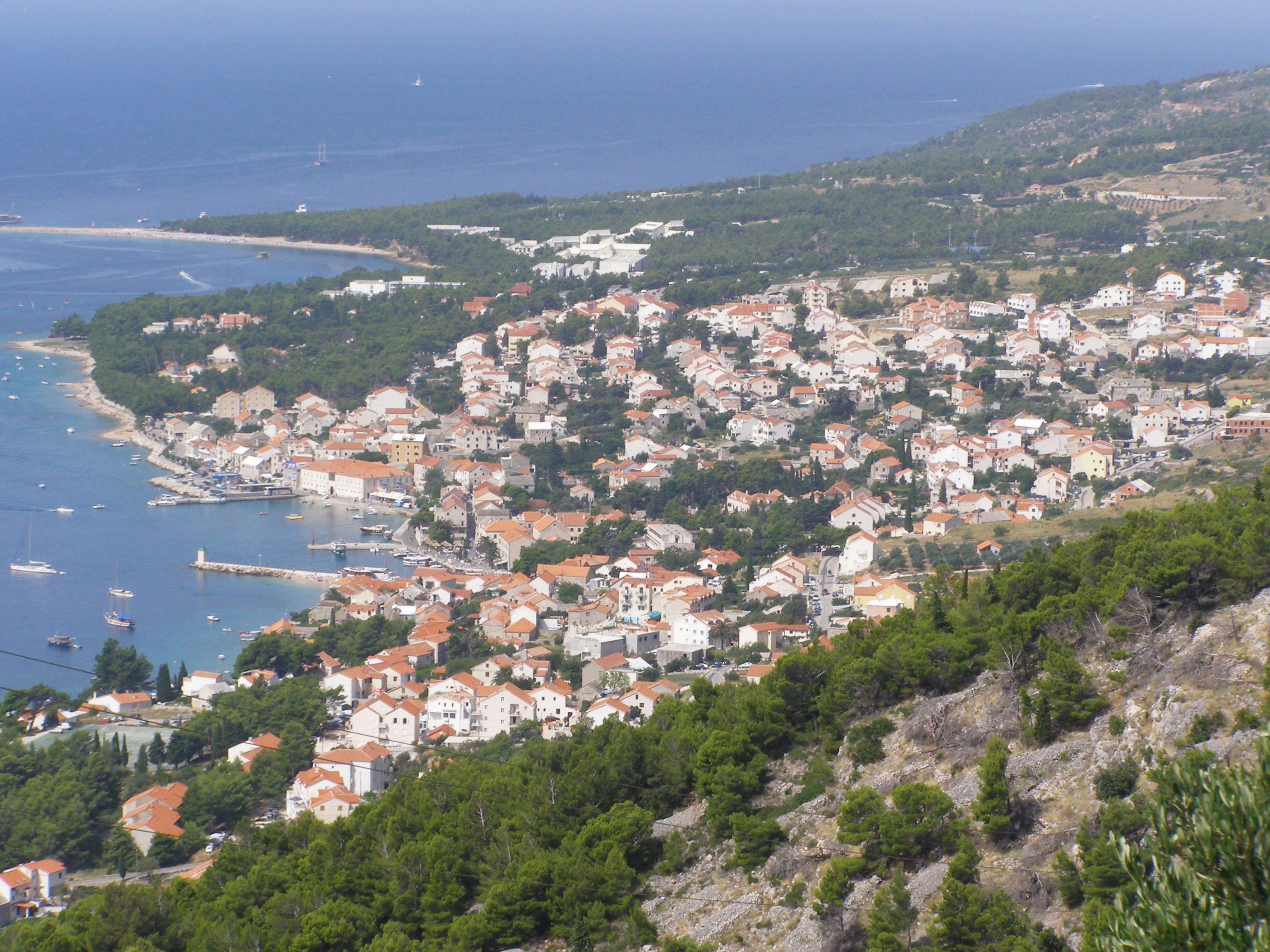
Bol

Nach der letzten Volkszählung von 2011 hat die Insel Brač 14.434 Einwohner. Im Mittelalter nahm die illyrisch-römische Bevölkerung immer mehr ab. Die neuen Einwohner waren Narentaner und Kroaten. Meist gesprochener Dialekt ist Čakavisch in seinen verschiedenen Versionen (Čakavisch, Čokavisch) im Osten der Insel Štokavisch.
Die Einwohner der Insel sind überwiegend katholische Kroaten. Sie leben in kleinen Ortschaften. Wichtigster Ort mit knapp über 3200 Einwohnern ist Supetar. Hier legen während des Sommers etwa stündlich (in den Wintermonaten seltener) die Fähren an, die für die Überfahrt vom Festland etwa eine Stunde brauchen. Ein weiterer Fährhafen ist Sumartin, der die Insel mit Makarska verbindet. Die kleinste Ansiedlung der Insel ist Murvica mit 22 Einwohnern. Bekannt sind vor allem das touristisch interessante Bol (siehe Vidova Gora) und die älteste Ansiedlung Škrip.
Die Insel ist in eine 'Stadt' (eine kroatische Gemeindeart mit einem urbanen Zentrum) und sieben Gemeinden gegliedert. Die Stadt und die Gemeinden umfassen die 22 bewohnten Siedlungen der Insel. Die Einwohnerzahlen in der folgenden Liste stammen aus dem Zensus von 2011.
- Stadt Supetar (4074 Ew.) mit den Orten Mirca (321), Splitska (368), Škrip (172), und dem eigentlichen Supetar (3213)
- Gemeinde Bol (1630 Ew.) mit den Orten Bol (1609) und Murvica (21)
- Gemeinde Milna (1034 Ew.) mit den Orten Bobovišća (65), Ložišća (139), und Milna (830)
- Gemeinde Nerežišća (862 Ew.) mit den Orten Donji Humac (157), Dračevica (89), und Nerežišća (616)
- Gemeinde Postira (1559 Ew.) mit den Orten Dol (130) und Postira (1429)
- Gemeinde Pučišća (2171 Ew.) mit den Orten Gornji Humac (271), Pražnica (371), und Pučišća (1529)
- Gemeinde Selca (1803 Ew.) mit den Orten Novo Selo (152), Povlja (332), Selca (846), und Sumartin (474)
- Gemeinde Sutivan (822 Ew.), mit dem gleichnamigen Ort

## Geschichte
Archäologische Ausgrabungen haben gezeigt, dass es schon in der Altsteinzeit auf Brač Menschen gab, die in Gemeinschaften lebten (Höhle Kopačina zwischen Supetar und Donji Humac). Verwunderlich ist, dass es keine weiteren Funde aus der Jungsteinzeit gibt. In der Bronze- und Eisenzeit wurde die Insel von den Illyrern bevölkert, die sich überwiegend im Inneren der Inseln ansiedelten. Viele ihrer Bauten sind noch heute erhalten (Rat in der Nähe von Ložišća, Velo Gra… in der Nähe von Selca und Koštilo bei Bol).
Im 4. Jahrhundert v. Chr. gründeten die Griechen viele Kolonien in Dalmatien (z. B. Issa – Insel Vis, Tragurion – Trogir, Epetium – Stobrec), aber auf der Insel Brač hat man bis heute keine Spuren aus dieser Zeit gefunden. Die Griechen sind anscheinend nur als Besucher gekommen, so vor allem im Hafen Vicja luka bei Ložišća, wo griechische Gegenstände gefunden wurden. Die Insel Brač lag auf dem Handelsweg zwischen der Insel Issa und Salona auf dem Festland, und Vičja luka bildete einen Haltepunkt auf dieser Strecke.
Nach zahlreichen Kämpfen brachen die Römer im Jahre 9 nach Christus den Widerstand der Delmaten. Die Provinz Dalmatien wurde gegründet. Ihre Hauptstadt war Salona. Die Insel Brač wurde nicht besiedelt, vermutlich weil Salona nicht weit entfernt war. Spuren der Römer hat man trotzdem überall gefunden (Villa Rusticae, Sammelbrunnen, Tiertränke, Oliven- und Weinpressen, Sarkophage, Reste der Anlegeplätze in Splitska, Bol, Lovrečina).
Nach der Zerstörung Salonas durch die Awaren und Slaven suchten viele Flüchtlinge auf der Insel Schutz. Kurz darauf begannen auch Slaven die Insel zu besiedeln. Saloniter gründeten die Siedlung Škrip. Politisch war die Insel ein Teil des Byzantinischen Reiches.
Im 12. Jahrhundert wurde König Koloman von Ungarn durch ein Abkommen mit dem kroatischen Adel (pacta conventa) in Personalunion auch König von Kroatien (siehe Artikel Königreich Ungarn). Die Insel Brač aber behielt die Unabhängigkeit bis 1268. Von da an bis 1357 stand die Insel unter der Regierung der Republik Venedig. Anschließend wurde sie ein Teil des Österreichisch-Ungarischen Reiches, behielt aber immer die kommunale Autonomie. Zwischen 1410 und 1420 gelang es den Venezianern, ganz Dalmatien mit Ausnahme der Republik Ragusa zu erobern. Die venezianische Herrschaft über die Insel Brač dauerte bis 1797. Nach dem Untergang der Republik Venedig stand die Insel unter der französischen Herrschaft (1805–1813). Nach dem Wiener Kongress 1814/1815 fiel ganz Dalmatien an Österreich-Ungarn zurück.
Im Frühjahr 1941 besetzten Truppen des faschistischen Italien die Insel. Ein Jahr später bildeten sich überall antifaschistische Gruppen der Volksbefreiung, die heftigen Widerstand leisteten. Die gewaltsamen Auseinandersetzungen kulminierten in zahlreichen Hinrichtungen und dem Abbrennen der Orte Selca, Novo Selo, Gornji Humac, Pražnica, Pučišća, Dračevica und Bol, wobei in Selca ein großes Feuer wütete, das sogar in Liedern beschrieben wurde. Nach der Kapitulation Italiens 1943 entwaffnete die Bevölkerung die Truppen und befreite die Insel für ein paar Monate bis zum Eintreffen der Ustaša im Oktober 1943. Im Frühjahr 1944 wurde die Insel von deutschen Truppen besetzt. Im selben Jahr eroberten jugoslawische Partisanen und Spezialkräfte der Alliierten die Insel Brač.

## Kultur

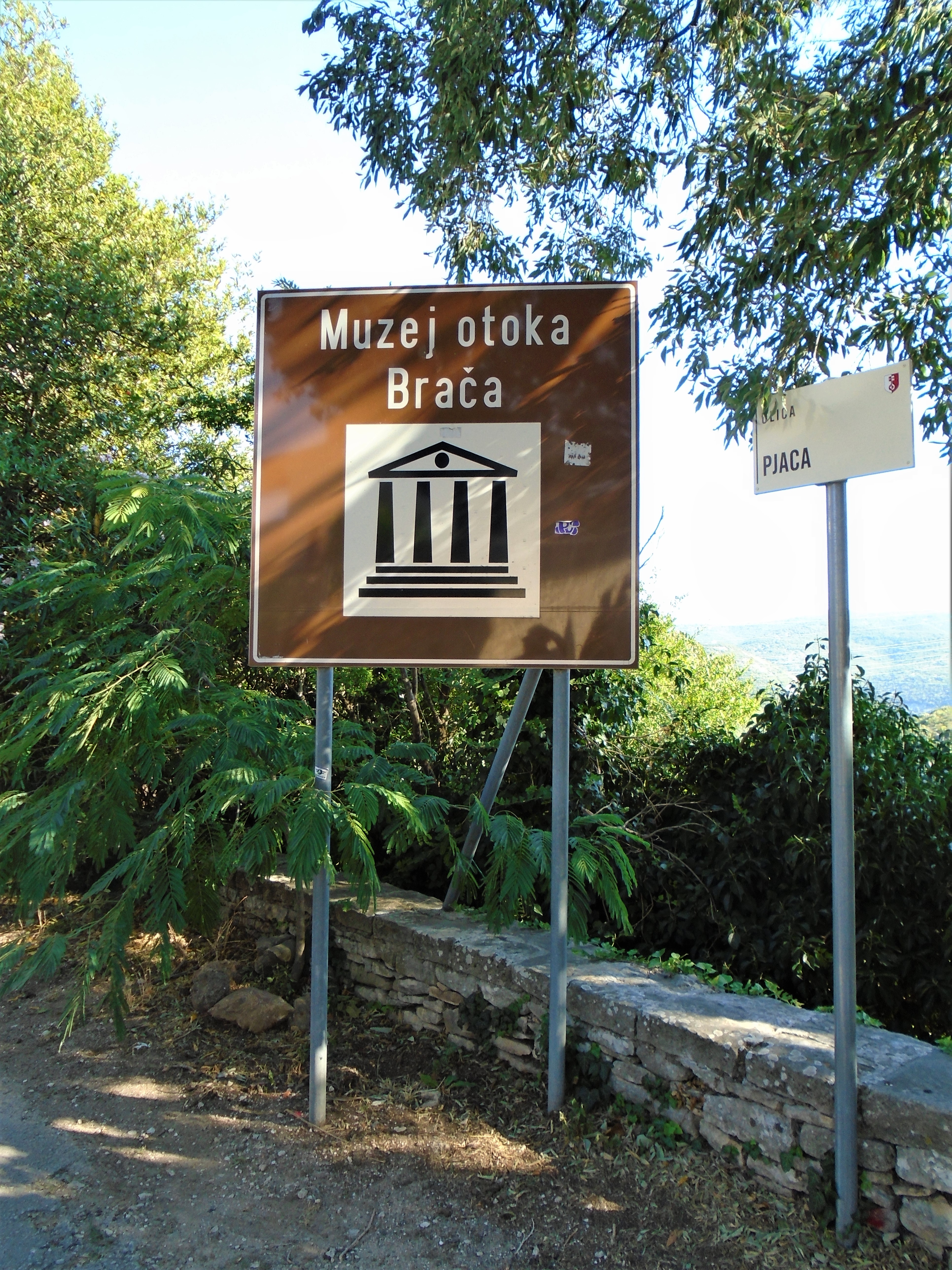
Museum von Brač in Škrip

Im  frühen Mittelalter bevölkerten Kroaten und Narentaner die Insel. Aus der Zeit stammen zahlreiche Kapellen, die man im Inneren der Insel vorfindet. In dieser Zeit besaß die Insel auch mehrere Klöster. Ein Statut organisierte das Leben der Bevölkerung in der Zeit zwischen dem 13. und 18. Jahrhundert und sagt viel über die damalige gesellschaftliche und kulturelle Entwicklung aus. Von einer hochentwickelten Wohnkultur zeugen die Paläste des Adels, aber auch die einfachere Architektur. Zu erwähnen ist auch die Eremitage Blaca, eine der sieben Lokalitäten, die die Republik Kroatien dem Welterbekomitee für die Aufnahme in die UNESCO-Welterbeliste vorgeschlagen hat.
In der Renaissance stand ganz Dalmatien in seiner Blütezeit. Die Steinbrüche auf der Insel zogen zahlreiche Künstler, Architekten und Baumeister an, darunter Juraj Dalmatinac, Andrija Alesi, Nikola Firentinac. Ihre Arbeiten findet man überall auf der Insel.
Postira ist ein kleiner Ort auf der Nordseite der Insel. In den letzten 50 Jahren wurden dort wichtige archäologische Funde gemacht, die zeigen, dass es im Ort ein organisiertes Leben schon im 1. Jahrhundert n. Chr. gab. Neben der Pfarrkirche fand man 1988 während der Arbeiten an der Sakristei eine dreischiffige frühchristliche Kirche, die aus der ersten Hälfte des 6. Jahrhunderts stammt und noch im 7. Jahrhundert benutzt wurde.
Die amtliche Sprache auf der Insel war lateinisch, die Umgangssprache kroatisch. Die Schrift war die Bosančica. In der Schrift war auch die Povaljska Listina (Povaljer Liste) von 1184 verfasst, das älteste und wichtigste Dokument des  mittelalterlichen Brač. Die Bevölkerung lebte im Mittelalter von der Tierhaltung, der Forstwirtschaft, der Landwirtschaft, der Fischerei, dem Steinbruch und dem Handel.

## Wirtschaft
Brač lebt vor allem vom Tourismus, des Weiteren von der Fischerei und Landwirtschaft (insbesondere Wein und Oliven) und dem Abbau von hochwertigen Steinen.
Durch starke Abwanderung in die ganze Welt, vor allem im 20. Jahrhundert, stehen heute viele Häuser leer. Seit dem Bau eines Flughafens bei Bol hofft man auf wirtschaftliche Stabilisierung.
Bol gilt als das touristische Zentrum von Brač. In unmittelbarer Nähe des Ortes liegt das Goldene Horn, das vielfach als der schönste Strand Kroatiens bezeichnet wird.

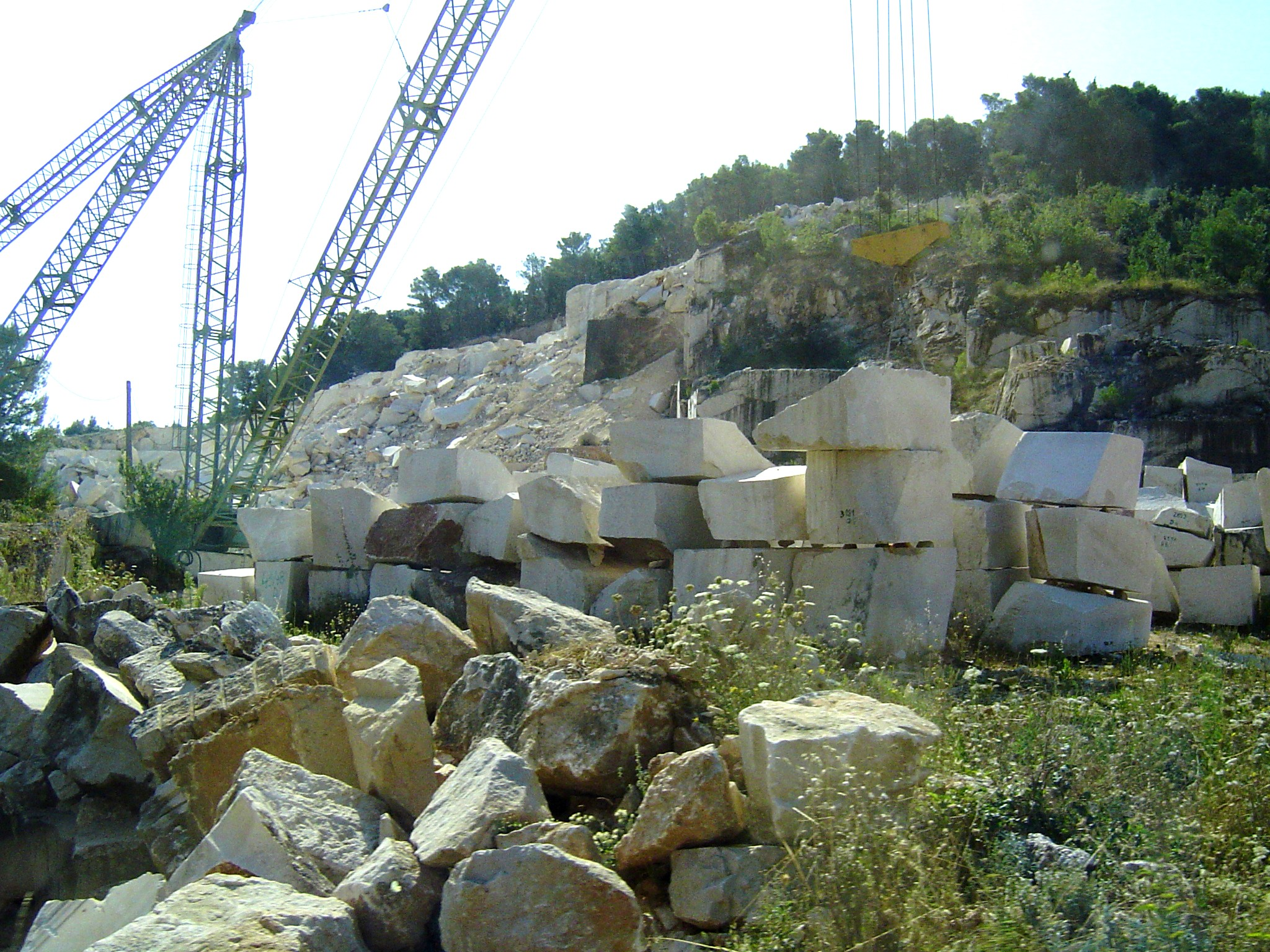
Kalksteinbruch

Die eindrucksvollsten Weinberge der Insel Brač befinden sich an ihren Südhängen oberhalb des Ortes Bol. Der Wein wird hier auf kleinen Terrassen angebaut. Der dunkelrote Bolski Plavac ist durch seine angenehme Bitterkeit und sein spezifisches Bouquet charakterisiert.
In der Vidova Gora, einem Teil der zentralen Hochebene der Insel, wächst ein Wald von autochthonen dalmatinischen Schwarzkiefern, aus denen vor langer Zeit Harz gewonnen wurde. Die aus dieser heute ausgestorbenen traditionellen Tätigkeit herrührenden Narben sind in den Baumrinden auch heute noch zu sehen.
Brač ist bekannt für seinen weißen Kalkstein, der sich unter der durch die Bodenerosion in den letzten Jahrhunderten sehr dünn gewordenen Bodendecke befindet. Seine typische weiße Färbung erhält der Kalkstein durch die Zusammensetzung aus dem Mineral Dolomit und Schalen von Meeresorganismen. Die Qualität des Gesteins kannten schon die Römer, die daraus in Dalmatien Städte, Amphitheater, Tempel, Paläste und Gräber bauten.

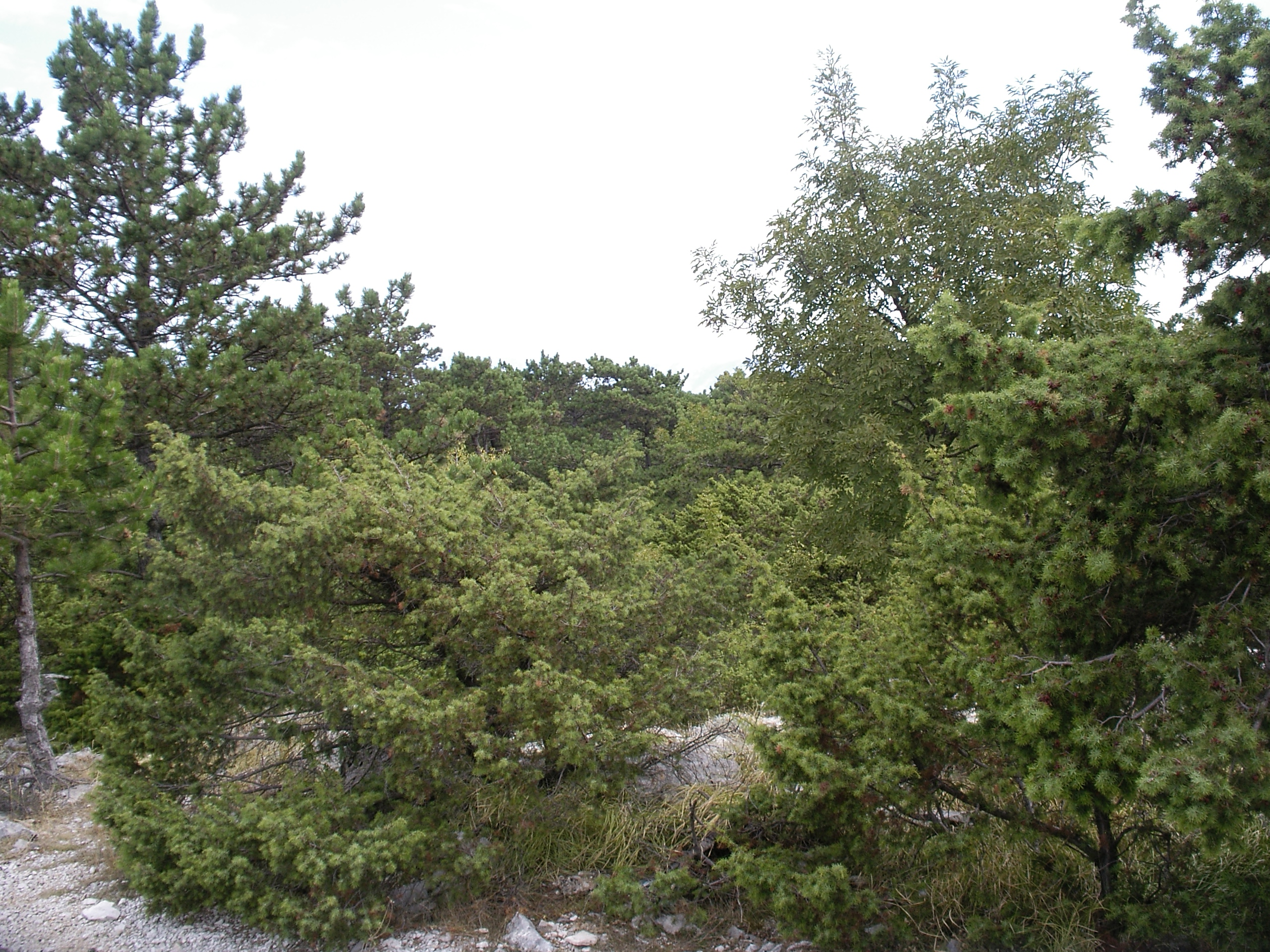
Vegetation um den Vidova Gora

Kalkstein von der Insel Brač wurde unter anderem am Palast des Diokletian in Split, an den mittelalterlichen Glockentürmen und Kathedralen von Šibenik und Trogir, dem Weißen Haus in Washington, D.C., dem Parlament und der Neuen Hofburg in Wien, am Budapester Parlament sowie am Statthalterpalast in Triest verbaut.

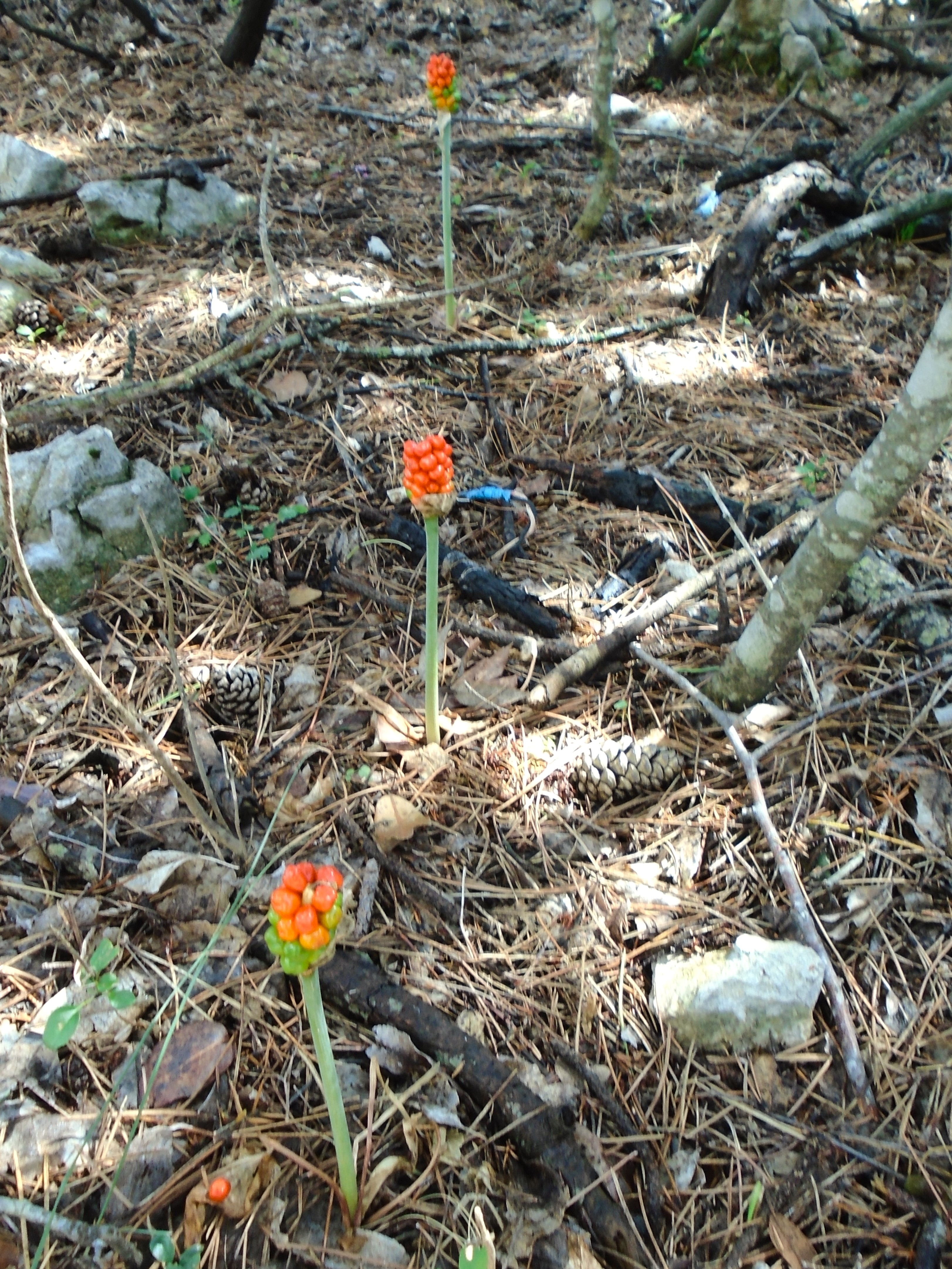
Fruchtstände vom Aronstab auf dem Berg Vidova gora

Auf Brač werden mehrere Natursteinsorten abgebaut. Die wichtigsten Steinbrüche findet man in der Küstenzone, weil in vergangenen Jahrhunderten der Abtransport bereitgestellter Rohblöcke und Werkstücke durch die Anlandung von Schiffen erheblich erleichtert wurde. In der nördlich gelegenen Ortschaft Pučišća besteht eine Steinmetzschule mit großer Tradition. Sie repräsentiert das Erbe der bedeutungsvollen Werksteinverarbeitung in Dalmatien. Im Jahre 1902 gründeten Steinmetze die „Erste dalmatinische Steinmetz-Genossenschaft“. Dadurch entwickelte sich in kurzer Zeit ein erhöhter Ausbildungsbedarf, der zur Gründung einer Ausbildungsstätte führte. Einige Steinbrüche befinden sich im Südbereich der Insel.

## Flora und Fauna

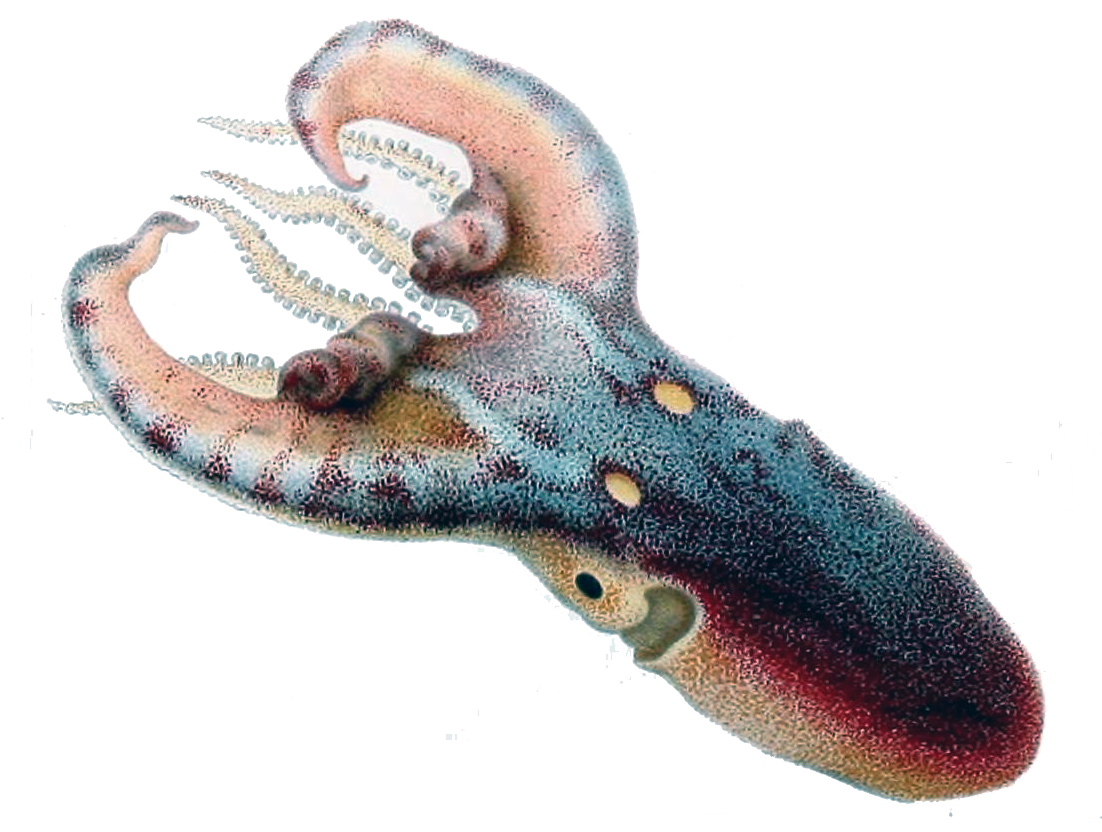
Löcherkrake

Im Juli 2019 kam es im Bereich der kroatischen Inseln Hvar, Brač und Šolta zu einem erhöhten Aufkommen der in der Adria sehr seltenen Löcherkrake (Tremoctopus violaceus). Von einem gehäuften Auftreten des Blanket Octopus in Dalmatien wurde zuletzt 1936 berichtet. Charakteristisch für diese Krake ist der enorme Größenunterschied zwischen Weibchen (bis zu 2,5 Meter) und Männchen (nur 2,4 Zentimeter).

## Folklore

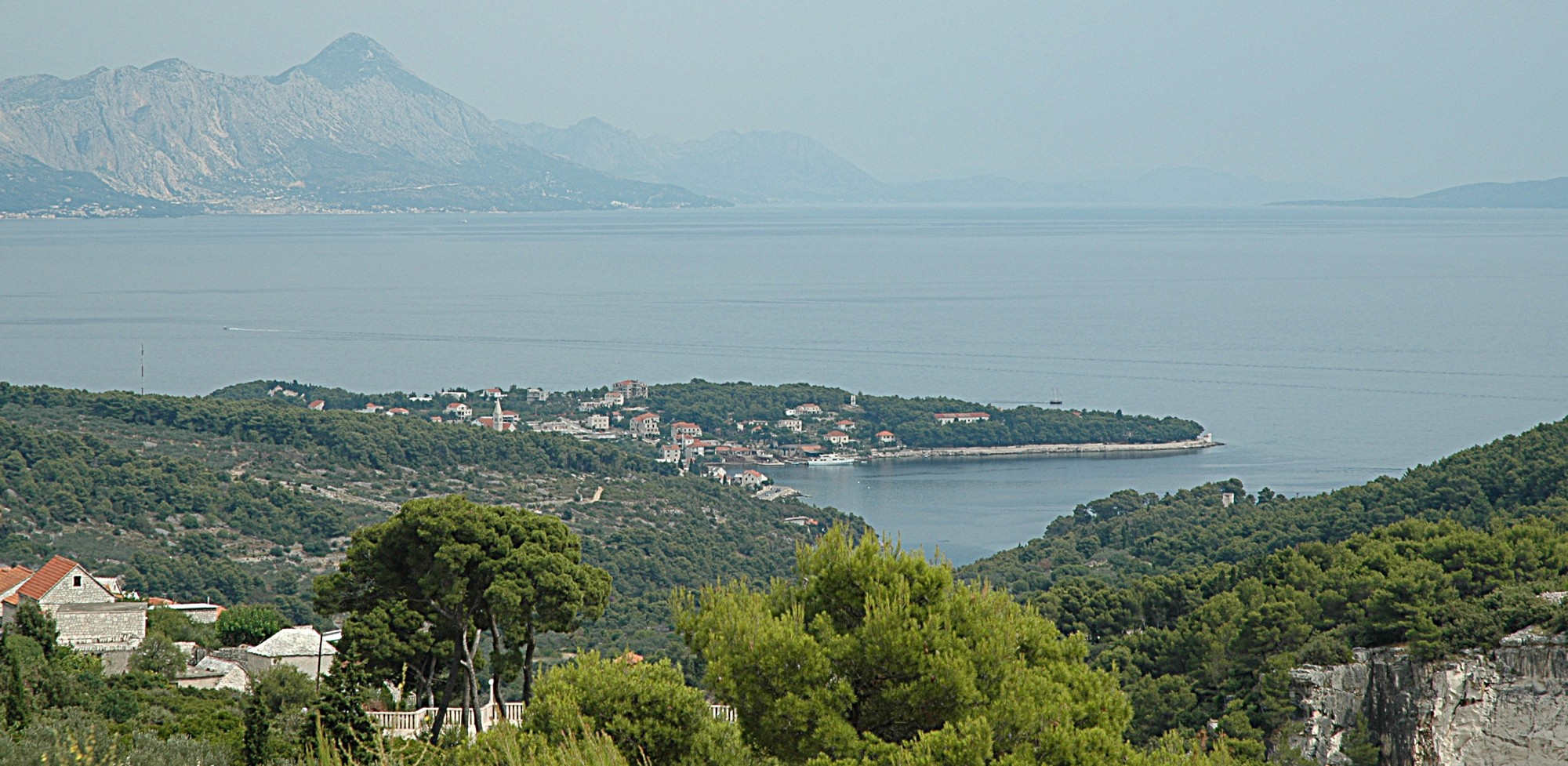
Sumartin, im Hintergrund das Festland mit Makarska

Der Legende nach fiel in dem Ort Bol auf der wenig besiedelten Südseite der Küste an einem 5. August Schnee. Seitdem wird hier das Fest der Muttergottes zum Schnee gefeiert.
Bis heute ist der Karneval die Veranstaltung geblieben, bei der sich die Bevölkerung maskiert. Früher gab es Maskierungen zu verschiedenen Anlässen, bei religiösen Festen (St. Nikolaus und der Crampus, St. Luzia und Weihnachten), bei Hochzeiten und zum Fasching. Zur Besonderheit gehörten Masken, die aus der Haut eines Rochens gemacht wurden.
Lustige Kurzgeschichten (gončice) sind auch ein Merkmal der Insel. So hat der Schriftsteller Vuk Stefanović Karadžić die Geschichte über das Ziehen der kleinen Insel Mrduja, die zwischen der Insel Brač und der Insel Šolta liegt, in seiner Sammlung von überlieferten Volksgeschichten veröffentlicht.
In Postira auf Brač wurde 1876 der in Kroatien sehr bekannte Dichter Vladimir Nazor geboren. Er war einer der produktivsten kroatischen Schriftsteller und veröffentlichte zahlreiche Gedichte, Balladen, Epen, Erzählungen, Romane und Essays. In seinem Roman Pastir Loda (Der Hirte Loda) erzählt er Geschichten von seiner Insel.
Die Einwohner von Brač werden in kroatischen Witzen häufig als geizig charakterisiert, ähnlich wie die Schwaben oder Schotten.

## Kirchen

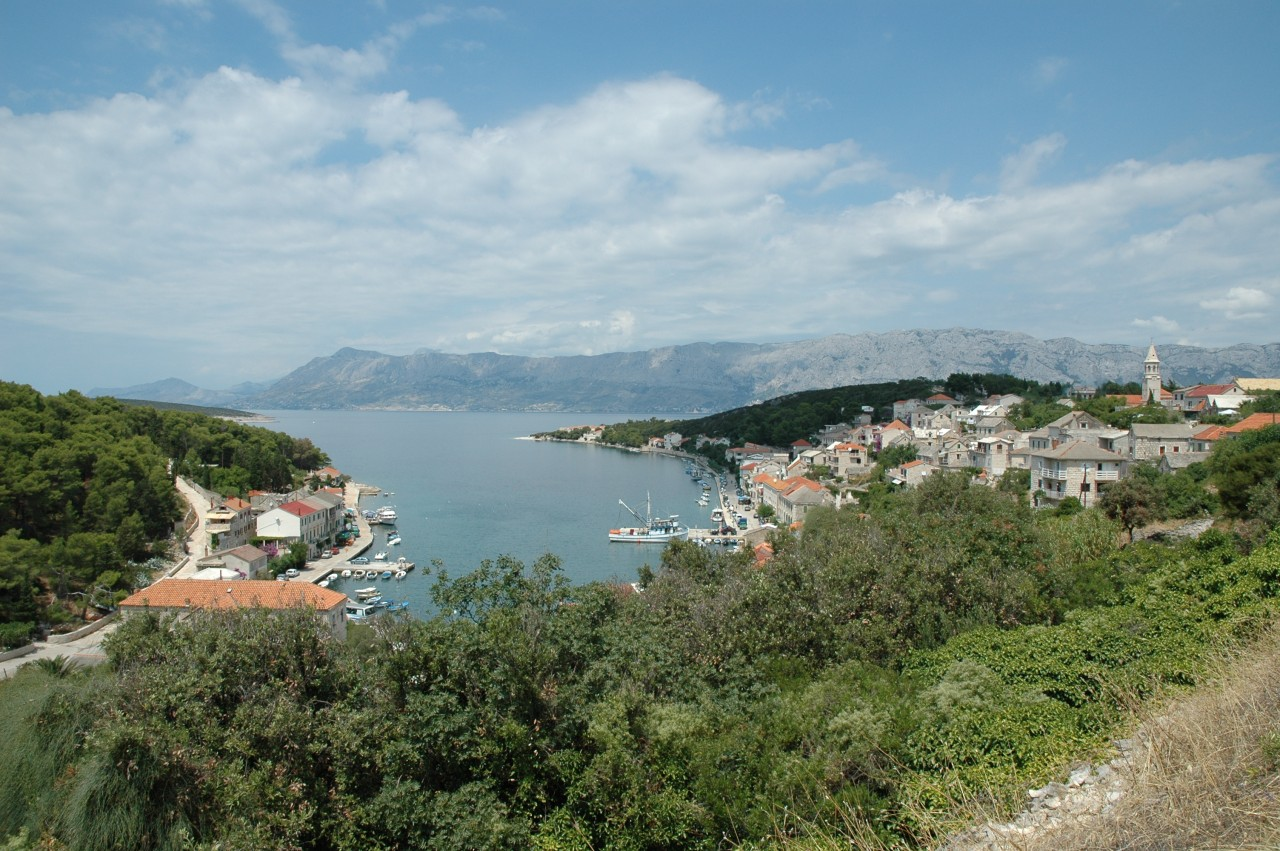
Povlja

Wenig bekannt ist den meisten Touristen die große Zahl an frühchristlichen und altkroatischen Kirchen, die sich – meist in unwegsamem Gebiet und unbeschildert – über die gesamte Insel verteilen. Zu den besser erreichbaren zählen die frühchristlichen Religionszentren von Povlja (Reste einer großen Basilika des 6. Jahrhunderts neben der Pfarrkirche) und Lovrečina (Ruinen einer Kirche des 5./6. Jahrhunderts) in der gleichnamigen Bucht östlich von Postira. Ebenfalls gut zu finden sind die Jadro-Kirche (6. Jahrhundert) an der Straße zwischen Splitska und Skrip sowie die frühchristlichen Mosaiken nördlich der Pfarrkirche von Supetar.
Noch verborgener sind die meist sehr kleinen altkroatischen Kirchen des 8. bis 11. Jahrhunderts – lediglich Sv. Duh in Skrip ist als solche durch ein Schild gekennzeichnet. Ebenfalls über Fahrstraßen erreichbar sind die Michaelskirche von Donj Humac (im 9. Jahrhundert aus Resten eines römischen Mausoleums erbaut, 2 km westlich des Ortes) und die winzige Kirche Sv. Juraj oberhalb der Straße nach Postira. Etwa 20 bis 30 weitere Kirchen, deren Erbauung vor das Jahr 1000 datiert, lassen sich nur mit Hilfe von topographischen Karten und durch längere Wanderungen erreichen.

## Persönlichkeiten
- Hendi Ancich (1937–2017), NFL-Schiedsrichter
- Branislav Dešković (1883–1939), Bildhauer
- Nikola Eterović (* 1951), Apostolischer Nuntius in Deutschland seit 2013
- Žan Jakopač (* 1967), Musiker
- Ivica Jakšić – Puko (* 1955), Künstler
- Zoran Jašić (1939–2021), Wirtschaftswissenschaftler, Politiker, Diplomat und kroatischer Botschafter in Deutschland und Österreich
- Vladimir Nazor (1876–1949), Schriftsteller
- Stjepan Pulišelić (1910–1998), Schriftsteller
- Ivan Rendić (1849–1932), Bildhauer
- Dasen Vrsalović (1928–1981), Archäologe